# مارک ان براون
مارک ان براون (به انگلیسی: Mark N. Brown) فضانورد اهل کشور ایالات متحده آمریکا است که در ۱۸ نوامبر ۱۹۵۱ میلادی در والپارایزو، ایندیانا زاده شد. وی در مأموریت اس‌تی‌اس-۲۸، اس‌تی‌اس-۴۸ حضور داشته است.